# Equinox (Styx)
Equinox is het vijfde studioalbum van Styx uit Chicago.
Het duurde relatief lang voordat de opvolger van Man of Miracles in de winkels lag. De organisatie rondom Styx vertoonde scheuren. Hun platenlabel Wooden Nickel Recordings was verbonden aan RCA en die zag niets (meer) in de band. Ook hun toenmalig management, dat weer verbonden was met de Paragon Recordings Studio, kreeg meningsverschillen met de band. En ten slotte begonnen er spanningen te ontstaan binnen de gelederen van de band. DeYoung eiste door zijn succes met Lady een groter deel op en werd daarin tegengewerkt door de andere leden. Die laatste kwestie werd in het belang van de groep opgelost, de andere dreven de band weg van RCA. Styx had door Lady een dermate bekendheid verworven dat ze konden kiezen uit een aantal platenlabels; het werd uiteindelijk A&M Records. De band zag in Herb Alpert, een van de bazen van A&M, een garantie voor de toekomst. Het album haalde de 58e plaats in de Billboard Album Top 200; in Nederland en België werd geen notering gehaald. Het haalde in de VS in 1977 de gouden status.
Equinox is het enige album op A&M waarop Curulewski zou meespelen, hij werd na de opnamen ontslagen. Hij werd vervangen door Tommy Shaw.

## Musici
- John Curulewski – gitaar, zang, synthesizers
- Dennis DeYoung – toetsinstrumenten, zang
- James Young – gitaar, zang
- Chuck Panozzo – basgitaar, zang
- John Panozzo – slagwerk, percussie en zang

## Muziek
| Nr. | Titel                                           | Duur |
| --- | ----------------------------------------------- | ---- |
| 1.  | Light up (DeYoung)                              | 4:17 |
| 2.  | Lorelei (DeYoung, Young)                        | 3:19 |
| 3.  | Mother dear (Curulewski, DeYoung)               | 5;25 |
| 4.  | Lonely child (DeYoung)                          | 3:47 |
| 5.  | Midnight ride (Young)                           | 4:17 |
| 6.  | Born for adventure (DeYoung, Curulewski, Young) | 5:12 |
| 7.  | Prelude 12 (Curulewski)                         | 1:21 |
| 8.  | Suite Madame Blue (DeYoung)                     | 6:30 |

Suite Madame Blue is geschreven ter gelegenheid van het 200-jarig bestaan van de Verenigde Staten. Het is tegelijkertijd een hommage aan dat land en een protestlied. De zinsnede “So lift up your heart, make a new start, and lead us away from here” verwees naar de met name politieke situatie in de VS. Het land kreeg in het slot van de Vietnamoorlog en de Watergateschandaal er flink van langs. Het lied zou een blijvertje blijven bij Styxfans en werd tijdens de diverse tournees van Styx én Dennis DeYoung herhaaldelijk uitgevoerd.